# Jala Brat
Jasmin Fazlić (Sarajevo, 16. listopada 1986.), poznatiji kao Jala Brat, bosanskohercegovački je pjevač i kantautor.

## Životopis
Jasmin Fazlić (Sarajevo, 16. listopada 1986.), poznatiji kao Jala Brat, bosanskohercegovački je pjevač i kantautor.
Širu popularnost je stekao učešćem na Eurosongu 2016. godine sa pjesmom Ljubav je, koju je koautorski napisao sa Almirom Ajanovićem.
Do sada je objavio nekoliko studijskih albuma i poznat je po uspješnoj suradnji sa reperom Bubom Corellijem, te pjevačicom Mayom Berović.

## Glazbena karijera
Prve korake u glazbenoj karijeri Jala Brat napravio je još kao četrnaestogodišnji tinejdžer. Snimio je svoje prve demo snimke rep pjesama i shvatio da je to žanr u kojem se pronalazi. U jeftinom kućnom studiju nastale su njegove prve autorske pjesme. U početku je  radio sam, a potom je okupio ekipu  (Blunt Blyon) s kojom radi od 2011. godine. Upravo ova godina označava i početak njegove uspješne muzičke karijere. Tada izlazi i njegov prvi studijski album pod nazivom „Riplej“ (Replay). Od 2012. Jala Brat započinje suradnju s Bubom Corelliem (Amarom Hodžićem), sarajevskim reperom. Od tada, ovaj dvojac radi zajedno, a postali su i najbolji prijatelji. „Pakt sa đavolom“ naziv je njihovog zajedničkog albuma koji je svjetlo dana ugledao 2014. godine. Album je naišao na pozitivne kritike publike, pa reperi nastavljaju zajedničku suradnju. Na ovom albumu našle su se česme: „Boing“, „Hladokrvni ubica“, „Trinidad & Tobago“, „Pleši“, „Geto majke“, „Advokat“, „Borba“, „Led“, „Kao ja“. Na tom albumu nije izostalo gostovanje drugih kolega, koji su poznati širom bivše Jugoslavije. Tako je gost na pjesmi „Geto majke“ bio reper  (Juice), dok je reper Rasta gostovao na pjesmi „Boing“. Pjesmu „Advokat“ obilježilo je gostovanje MCN-a. Sedžida Matoruga, poznata kao Sedž, otpjevala je refrene rep balada „Kao ja“ i „Led“. Inače, zanimljivo je i to, da su prije albuma „Pakt sa đavolom“ zajedno gostovali na albumu Frenkija, poznatog tuzlanskog repera. Reč je o miksu za pjesmu „RMX“ na albumu „Troyanac“. Albumi  „SA Sin City“, „Riječ na riječ“ i „Kruna“, pored „Pakta sa đavolom“, dali su snažan pečat karijeri Jale Brata, ali i Bube Corellia. Svojevrsna prekretnica u bogatoj karijere Jale Brata bio je nastup na Eurosongu 2016. godine.  

## Diskografija
- Grande Finale (Mixtape, 2010)
- 71320 (Mixtape, 2011)
- Replay (EP, 2011.)
- Riječ na riječ (2012.)
- SA Sin City ft. Buba Corelli (EP, 2012.)
- Nesanica 2014. (BluntBylon)
- Lice Ulice (nedovršen)
- Mahala ft. Shtela (EP, nedovršen)
- Pakt s Đavolom ft. Buba Corelli (2014.)
- Kruna ft. Buba Corelli (2016.)
- Alpha i Omega ft. Buba Corelli (2018.)
- #99 (2019.)
- Futura (2021.)
- GoodFellas (2023.)
- Goat Season (Part One) (2024.)
- Goat Season (Part Two) (2024.)
- Goat Season (Final Chapter) (2024.)
- Roze suze (2025.)